# Clothier Harbor
Die Clothier Harbor ist ein kleiner Naturhafen an der Nordwestseite von Robert Island im Archipel der Südlichen Shetlandinseln. Er liegt 2,5 km nordöstlich des westlichen Ausläufers der Insel.
US-amerikanische Robbenjäger benannten sie nach dem Schiff Clothier unter Kapitän Alexander Bunker Clark (1793–1876), das hier am 7. Dezember 1820 havarierte und sank.